# Xaiva
Xaiva là danh pháp khoa học của một chi cua, bao gồm 3 loài ở đông Đại Tây Dương và Địa Trung Hải.
Trong khu vực miền đông Đại Tây Dương chúng được ghi nhận từ Anh tới Cabo Verde và Azores. Ở bờ biển miền tây châu Phi từ Angola tới Nam Phi (Port Alfred, Port Shepstone).
Hai loài X. biguttata và X. pulchella về hình thái là rất giống nhau. Chúng sinh sống ở vùng nước nông và vùng gian triều. Loài X. mcleayi khác biệt rõ nét với 2 loài trên, dường như gần với Portumnus hoặc Liocarcinus. Nó được tìm thấy ở độ sâu 13–24 mét (43–79 ft).

## Từ nguyên
Xaiva lấy theo tên Thánh Francis Xavier.

## Các loài
- Xaiva biguttata (Risso, 1816) - Cua cát.
- Xaiva pulchella MacLeay, 1838.
- Xaiva mcleayi (Barnard, 1946).

## Tuyệt chủng
Loài X. bachmayeri được biết đến trong địa tầng thế Miocen, khoảng 2-10 triệu năm trước.